# Pleasure to Kill
Pleasure to Kill (с англ. — «Удовольствие убивать») — второй студийный альбом западногерманской треш-метал-группы Kreator, записанный на Noise Records. Был выпущен 1 апреля 1986 года.
Pleasure to Kill считается одним из самых значимых треш-альбомов в истории (наряду с Master of Puppets Metallica, Peace Sells... but Who's Buying? Megadeth, Reign in Blood Slayer, Eternal Devastation Destruction и Darkness Descends Dark Angel, вышедшими также в 1986 году) и повлиявшим на формирование экстремального метала, в частности, дэт-метала; группа Cannibal Corpse рассказывала о влиянии альбома на их творчество. Альбом был включён Loudwire в топ «10 лучших трэш-альбомов, выпущенных НЕ Большой Четвёркой» под номером 4.

## Список композиций
| №                   | Название                | Длительность |
| ------------------- | ----------------------- | ------------ |
| 1.                  | «Choir of the Damned»   | 1:40         |
| 2.                  | «Ripping Corpse»        | 3:36         |
| 3.                  | «Death Is Your Saviour» | 3:58         |
| 4.                  | «Pleasure to Kill»      | 4:11         |
| 5.                  | «Riot of Violence»      | 4:56         |
| 6.                  | «The Pestilence»        | 6:58         |
| 7.                  | «Carrion»               | 4:48         |
| 8.                  | «Command of the Blade»  | 3:57         |
| 9.                  | «Under the Guillotine»  | 4:38         |
| Общая длительность: | Общая длительность:     | 38:42        |

Переиздание 1990 года включает в себя три бонус-трека с миньона Flag of Hate:
1. «Flag of Hate» — 3:56
2. «Take Their Lives» — 6:26
3. «Awakening of the Gods» — 7:33

## Участники записи
- Милле Петроцца — гитара, вокал
- Роберто Фиоретти — бас-гитара
- Юрген Райль — ударные, вокал (треки 3, 5, 8)